# Freddy dos Santos
Freddy dos Santos (Oslo, 2 ottobre 1976) è un ex calciatore capoverdiano naturalizzato norvegese, di ruolo difensore.

## Carriera

### Club
Freddy dos Santos è un calciatore versatile, capace di giocare in difesa, a centrocampo e in attacco. È l'incaricato della battuta dei calci di rigore nel Vålerenga. I suoi ex club sono stati Skeid e Molde.
Assieme a Morten Gamst Pedersen, Raymond Kvisvik, Kristofer Hæstad e Øyvind Svenning, ha formato un gruppo musicale, chiamato The Players. A luglio 2006, la band ha lanciato un singolo, intitolato This Is For Real.
È spesso protagonista di campagne contro il razzismo, proposte proprio dal Vålerenga. Si ritirò al termine della Tippeligaen 2011.

### Nazionale
Il calciatore non ha mai giocato per la selezione maggiore della Norvegia. Proprio per questo, nell'estate 2006, il programma radiofonico FK Fotball, in cui dos Santos è stato ospite regolare, ha lanciato un appello per far convocare il calciatore nella Nazionale di Capo Verde, paese da cui proviene il padre.
Ha disputato otto partite per la Norvegia under 21: ha debuttato il 31 luglio 1996, nel pareggio per due a due contro la Polonia under 21, in cui è andato anche in rete.